# Seništa
Seništa (Servisch cyrillisch Сеништа) is een plaats in de Servische gemeente Nova Varoš. De plaats telt 262 inwoners (2002).